# Озургети
Озургети (на грузински: ოზურგეთი) е град в Грузия и административен център на област Гурия. Населението на града е 14 785 души (2014).
Старото име на Озургети е Махарадзе. Малката планета 2139 Махарадзе е наименована в негова чест. Открита е през 1970 г. от съветскиия астроном Тамара Михайловна.